# Prionacalus demelti
Prionacalus demelti är en skalbaggsart som beskrevs av Reé Michel Quentin och Jean François Villiers 1983. Prionacalus demelti ingår i släktet Prionacalus och familjen långhorningar. Inga underarter finns listade i Catalogue of Life.